# Eibe Lochmühlenweg Oberwartha
Die Eibe Lochmühlenweg Oberwartha ist ein Naturdenkmal (ND 135) im Dresdner Stadtteil Oberwartha. Der Baum, ein Exemplar der sehr langsam wachsenden Europäischen Eibe (Taxus baccata), ist mit mehr als 2,25 Metern Stammumfang (in 0,8 Metern Höhe) „eines der ältesten Exemplare dieser Baumart auf dem Stadtgebiet Dresden.“
In Oberwartha ist sie auch als 1000-jährige Eibe bekannt.

## Geographie
Die Eibe steht im Dresdner Westen am südöstlichen Siedlungsrand von Oberwartha, auf dem vom Lochmühlenweg aus erreichbaren, ohne Hausnummer versehenen Flurstück 62/6 in 8 Metern Entfernung zur südöstlichen Grundstücksecke des Flurstückes 33/1 (Zur Schäferei Nr. 3). Ihr Standort befindet sich im Landschaftsschutzgebiet (LSG) Elbtal zwischen Dresden und Meißen mit linkselbischen Tälern und Spaargebirge.
Rund 210 Meter westnordwestlich von ihr steht seit 2006 die Linde Klostergut Oberwartha unter Schutz. Bereits seit 1958 ist die 250 Meter nordwestlich entfernte Dorflinde Oberwartha am Fritz-Arndt-Platz als Naturdenkmal geschützt.

## Schutzgegenstand
Anfang der 2010er war die Landeshauptstadt Dresden als Untere Naturschutzbehörde bestrebt, „39 besonders wertvolle Bäume an 29 Standorten als Naturdenkmale“ unter Schutz zu stellen. Dazu gehörten neben dieser Eibe die Drei Eiben Blochmannstraße 2 in der Pirnaischen Vorstadt, die beiden Eiben Tolkewitzer Straße 30 in Blasewitz und die Eibe Hohe Straße 125 in Plauen. Die Festsetzung als Naturdenkmal erfolgte im Januar 2015 mittels einer Verordnung.
Der Schutzbereich erstreckt sich unter der gesamten Krone zuzüglich vier Metern, mindestens jedoch zwölf Meter von der Mitte des Stamms.